# Эминёню

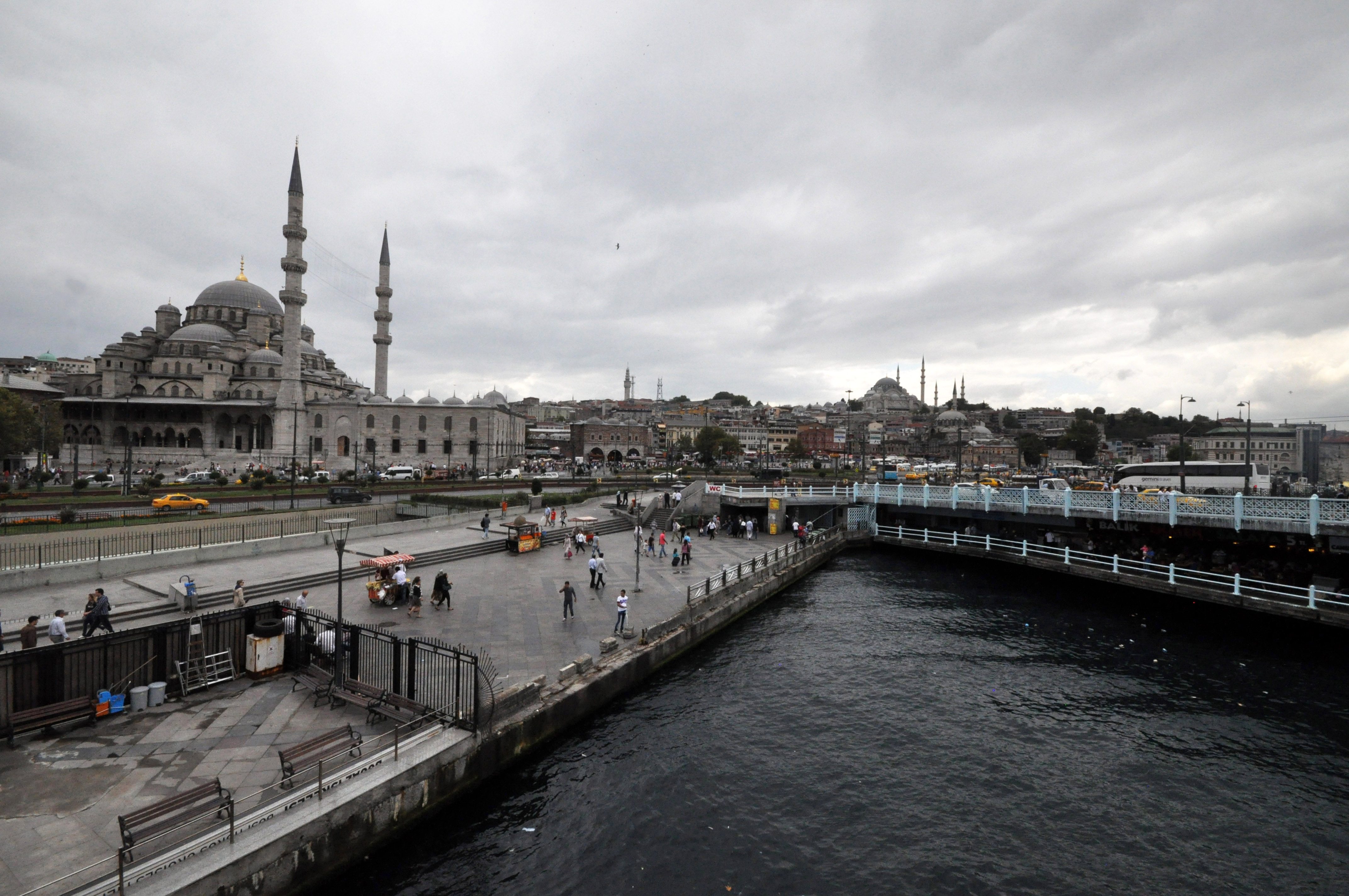
Новая мечеть и Галатский мост в Эминёню

Эминёню (тур. Eminönü) — исторический район Стамбула, в настоящее время входящий в муниципальный район Фатих. Эминёню располагается на территории, в прошлом находящейся внутри стен Константинополя. На территории Эминёню расположено много известных достопримечательностей Стамбула, включая южную оконечность Галатского моста. С севера Эминёню омывается заливом Золотой рог, с востока — проливом Босфор, переходящим в Мраморное море, которое граничит с южной частью Эминёню. Фактически Эминёню является полуостровом. Эминёню был частью района Фатих до 1928 года, обратно в состав района Фатих он был включён в 2009 году.
Название Эминёню отражает его роль в истории. В переводе с турецкого это означает «перед правосудием» (англ. in front of justice). Emin означает уверенность, правосудие (justice), önü — перед (in front of). Название, предположительно, пришло с османского судопроизводства и таможни в порту; Эмин обычно был таможенным сотрудником в Османской империи.

## История

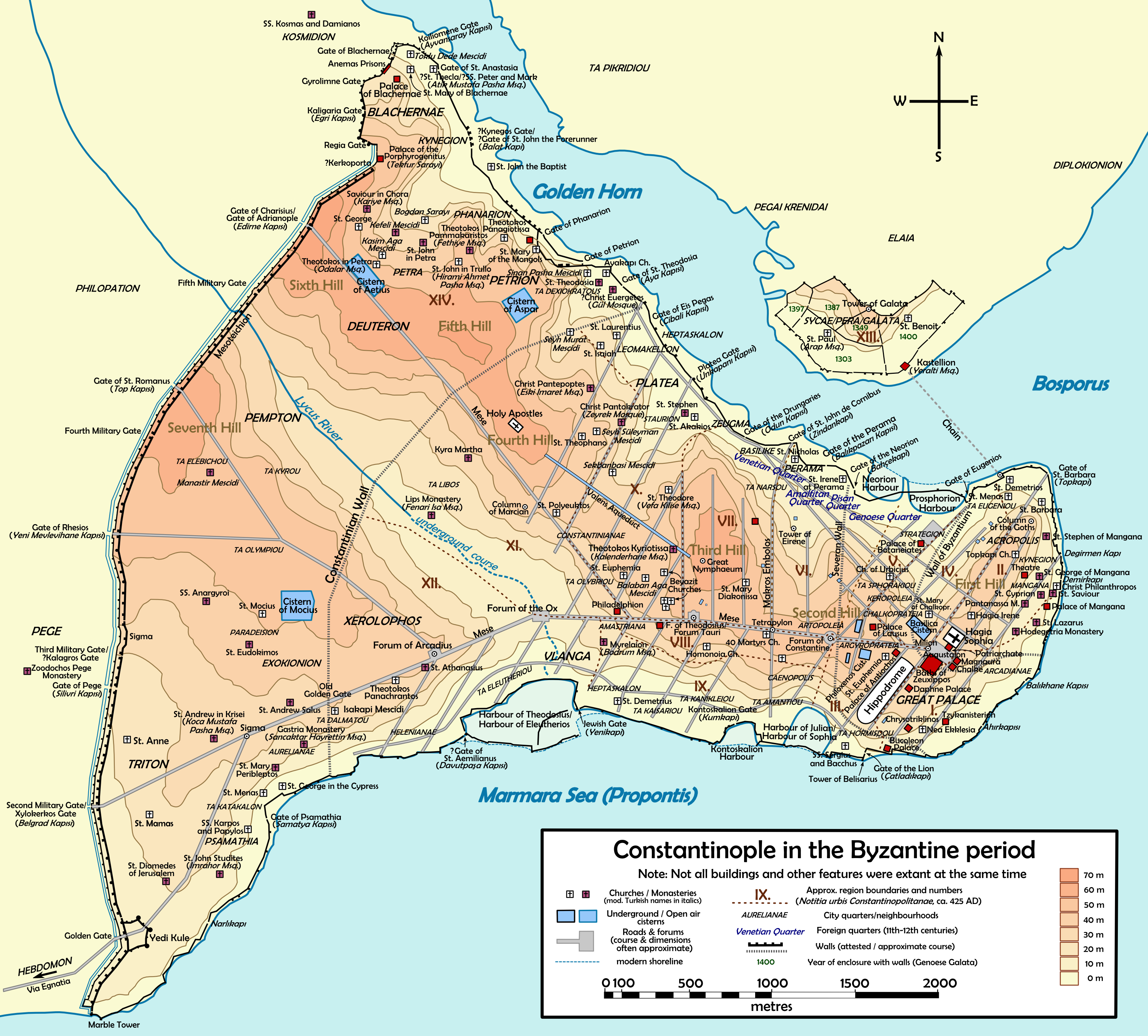
Карта города в византийский период

Ввиду выгодного стратегического положения залива Золотой рог, который являлся естественным портом, полуостров, а в частности, берег Эминёню, начали осваивать ещё в древние времена. Здесь был основан Константинополь. Эминёню играл важную роль во времена владения Константинополя венецианцами, которые для собственных нужд развивали набережную и строили порты. Во времена Османской империи, Эминёню был важным промышленным и торговым районом со дворцом Топкапы в центре.
С наступлением индустриальной эры место также начало меняться. В поздний период Османской империи был перестроен Галатский мост. С появлением электричества и железнодорожного сообщения Вокзал Сиркеджи стал играть большое значение — тут был фактически расположен Стамбульский терминал Восточного экспресса. С развитием вокзала начали появляться другие большие сооружения — в начале XX века были построены Стамбульское главное почтовое отделение, а также некоторые большие офисные здания, например, Istanbul 4th Vakıf Han в котором сейчас располагается отель. В ранние годы Турецкой республики происходит активное развитие и обновление района. Территорию перед Новой мечетью расчистили и открыли большую площадь, был отреставрирован Египетский базар, территорию вдоль залива освободили от рыбного рынка и построили дорогу до моста Ататюрка. В 1928 году Эминёню решили выделить в отдельную территорию и вывели из состава района Фатих. В 1950-х годах власти города построили вдоль побережья Мраморного моря улицу Кеннеди, соединившую Эминёню с аэропортом Ататюрк.

## Достопримечательности
В Эминёню располагаются многие известные исторические достопримечательности Стамбула. В частности, площадь Султанахмет с расположенными на ней памятниками архитектуры была включена Список Всемирного наследия ЮНЕСКО в 1985 году.

Музеи
- Археологический музей Стамбула, в котором хранится более 1 000 000 экспонатов всех эпох и цивилизаций;
- Музей турецкого и исламского искусства;
- Дворец Топкапы, главный дворец Османской империи до середины XIX века;
- Музей мозаики;
- Почтовый музей Стамбула;

Мечети
- Голубая мечеть;
- Мечеть Айя-Софья;
- Мечеть Сулеймание;
- Новая мечеть;

Исторические рынки
- Гранд Базар;
- Египетский базар.

## Эминёню в культуре
В следующих фильмах присутствуют сцены, снятые в Эминёню:
- 007: Координаты «Скайфолл»;
- Заложница 2;
- Операция «Арго».